# 加拉皮夫卡
49°57′40″N 29°6′28″E / 49.96111°N 29.10778°E
加拉皮夫卡（烏克蘭語：Гарапівка），是烏克蘭北部的村莊，隸屬日托米爾州的別爾季切夫區。該村面積15.06平方公里，海拔高度229米，2001年人口302，人口密度每平方公里20.06人。